# Andrzej Krzeptowski II
Andrzej Krzeptowski II, född 3 augusti 1902 i Kościelisko, död 12 april 1981 i Zakopane, var en polsk längdåkare. Han var med i de olympiska vinterspelen 1928 i Sankt Moritz och kom på tjugofemte plats på 18 kilometer och på trettonde plats på 50 kilometer.